# Koch Island
Koch Island är en ö i Kanada.   Den ligger i territoriet Nunavut, i den nordöstra delen av landet, 2 700 km norr om huvudstaden Ottawa. Arean är 458 kvadratkilometer.
Terrängen på Koch Island är platt. Öns högsta punkt är 60 meter över havet. Den sträcker sig 33,3 kilometer i nord-sydlig riktning, och 35,4 kilometer i öst-västlig riktning.
Trakten runt Koch Island består i huvudsak av gräsmarker.